# William Scott (Leichtathlet)

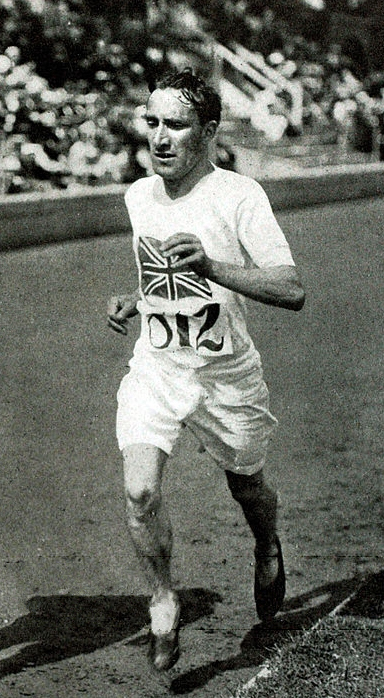
William Scott bei den Olympischen Spielen 1912

William Scott (* 23. März 1884 in Stretford; † 8. Dezember 1931 in Pendleton, Greater Manchester) war ein britischer Langstreckenläufer.
1912 gewann er Silber beim Cross der Nationen. Bei den Olympischen Spielen in Stockholm erreichte er weder im Crosslauf noch im Finale über 10.000 m das Ziel.
1911 und 1912 wurde er Englischer Meister über zehn Meilen.

## Persönliche Bestzeiten
- 5000 m: 15:20,0 min, 4. Mai 1912, Manchester
- 10.000 m: 31:57,5 min, 20. April 1912, London